# Lars Bo
Pour les articles homonymes, voir Bo et Jørgensen.
Lars Bo (né Lars Bo Jørgensen à Kolding le 29 mai 1924 et mort à Paris 15e le 21 octobre 1999) est un peintre, graveur et écrivain danois. Il est surtout connu pour son œuvre graphique aux motifs d'inspiration parfois proches du surréalisme.

## Biographie

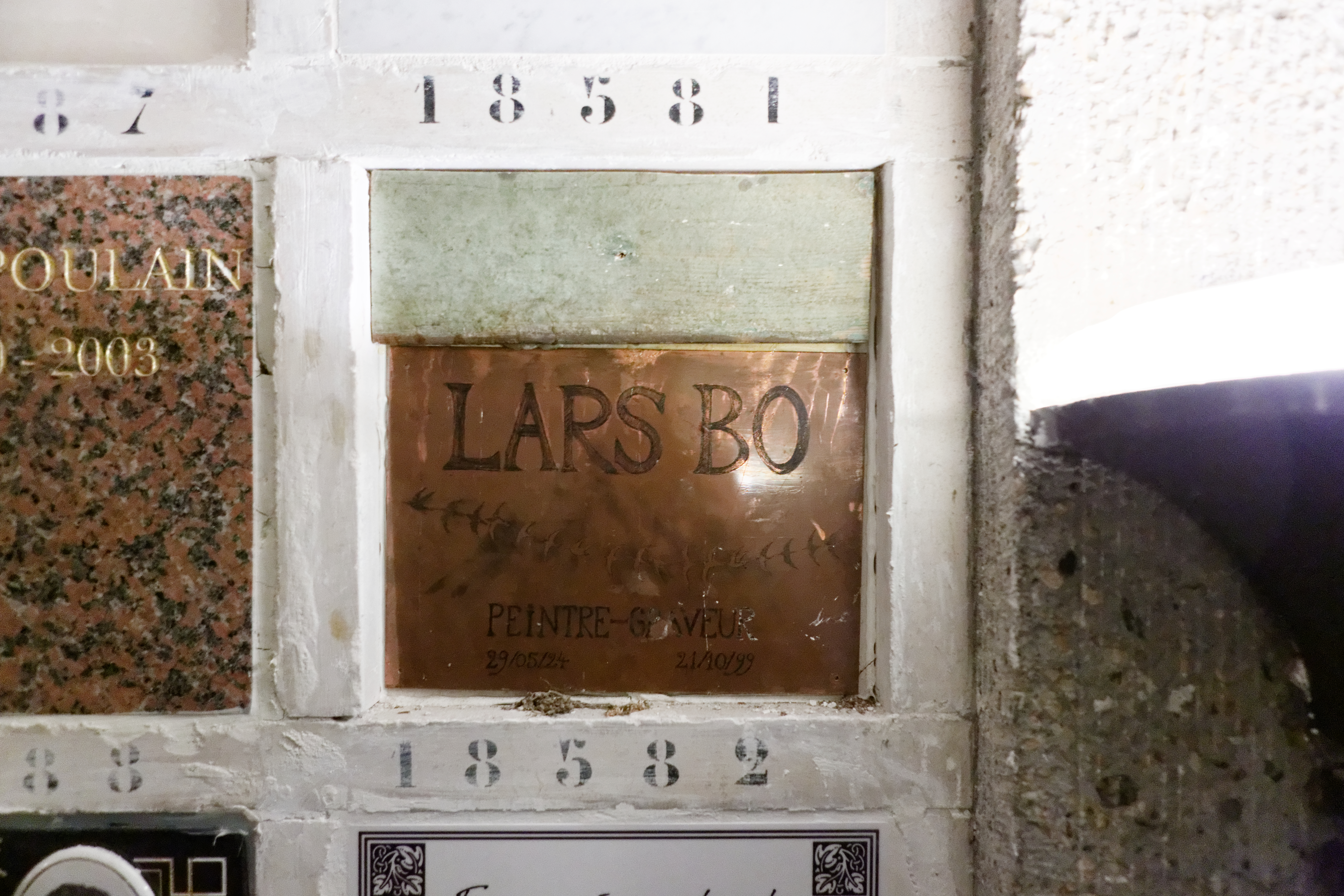
Tombe au cimetière du Père-Lachaise.

Lars Bo fréquente l'Académie des arts appliqués de Copenhague et publie ses premiers dessins dans la presse danoise. En 1939 et 1940, il travaille avec le peintre P. Rostrup Bøyesen au musée d'État de Copenhague puis à l'École danoise de design de 1941 à 1943.
Il participe ensuite au mouvement de résistance danois et passe la fin de la guerre à Odense (Fionie), puis voyage en Europe et s'installe définitivement à Paris en 1947.
De 1948 à 1950, Lars Bo travaille la gravure auprès de Johnny Friedlaender et d'Albert Flocon puis à l'Atelier 17 de Stanley William Hayter. Après avoir exposé à Stockholm et Copenhague en 1949, il commence en 1952 une carrière de graveur et d'illustrateur à laquelle il se consacre exclusivement à partir de 1959.
Il écrit également un roman, Det vidunderlige hus i Paris (La merveilleuse maison de Paris).
Lars Bo présente à Paris ses peintures et gravures à partir de 1954. Des expositions de ses œuvres sont par la suite réalisées en Grande-Bretagne, aux États-Unis et au Japon. 
En 1969 il réalise les décors et costumes du Lac des cygnes au théâtre national de Copenhague (chorégraphie de Flemming Flindt).
Il repose au cimetière du Père-Lachaise ; sa case au columbarium  porte le numéro 18581.

### Prix et distinctions
- 1977 : prix de la Critique

## Œuvre
Lars Bo crée de nombreuses gravures (plus de 400) notamment pour de nombreux livres d'art. Il illustre ainsi des éditions de La Reine des neiges (1967), de La Petite Sirène (1977) et d'autres ouvrages de Hans Christian Andersen (1967, 1968, 1983, 1985), de Tristan et Iseut (1985), d'Oscar Wilde, Voltaire, Strindberg, Kafka, Robert Giraud (1961 et 1988), Francis Garnung, Gogol, Gérard de Nerval, Boris Vian (1978) ou Guy Chambelland (1988).

## Expositions

### Expositions personnelles
- 1949 : 
  - Galerie Acté, Stockholm
  - Henning Larsen, Copenhague

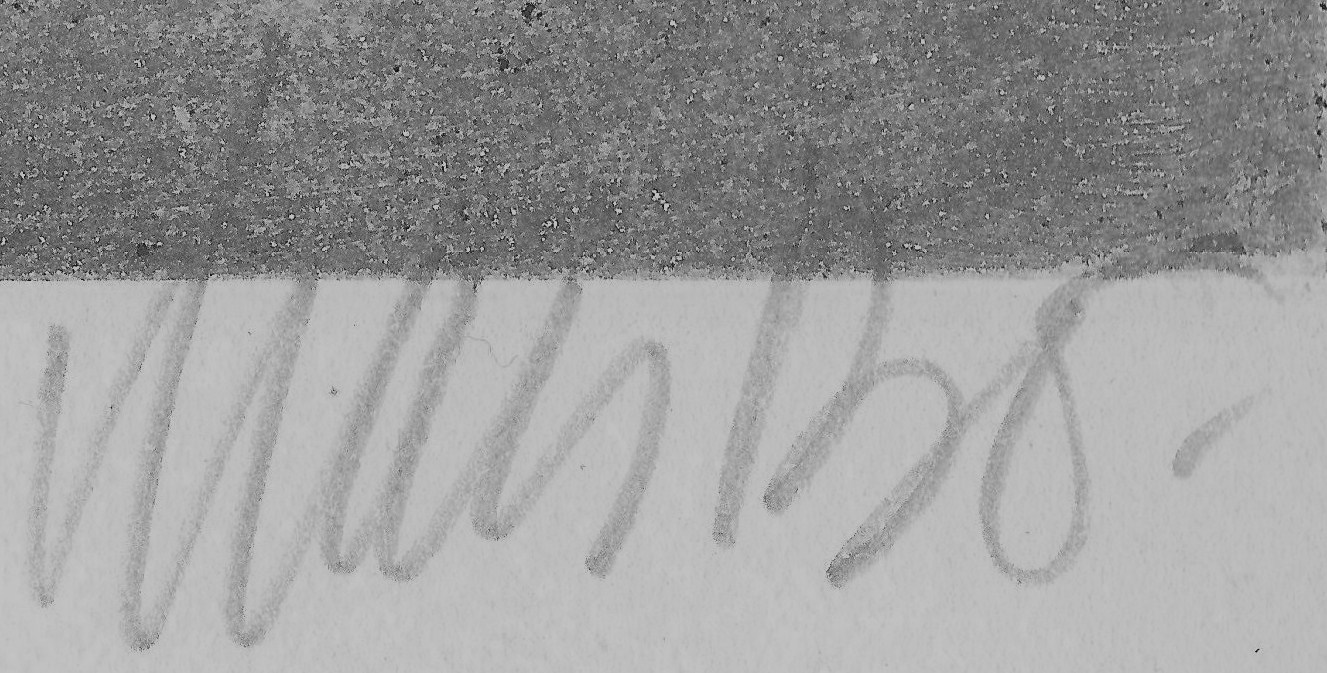
Signature de Lars Bo.

- 1961, 1963, 1966, 1968, 1971, 1972 : Galerie des peintres-graveurs, Paris
- 1967 : Yoseido Gallery, Tokyo
- 1968 : Kunstnernes Hus, Oslo
- 1971 : Kunstmuseum, Aarhus
- 1972 : Schloss Sophienholm, Frederiksdal
- 1982 : Fondation Calouste Gulbenkian, Lisbonne
- 2006 : Galerie Gerly, Copenhague

### Expositions collectives
- 1949, 1958-1959 : Salon d'Automne, Paris
- 1951 : « Peintres danois en France », Paris
- 1952 : Salon de Mai, Paris
- 1958 - 1961 : Charlottenborg
- 1959 : Biennale de Paris
- 1962 : Biennale de Tokyo
- 1963 : Biennale, Yougoslavie
- 1965-1979, 1981-1982, 1986-1992 : Grønningen

## Ouvrages

### De Lars Bo
- Sous les yeux de l'Afrique, carnet de chasse, illustrations de l'auteur, Presses de la Cité, Paris, 1973
- L'Oiseau de Lune, traduit du danois par Jean Renaud, Presses universitaires de Caen, 1993